# 뉴스1
뉴스1(news1)은 대한민국의 민영 뉴스통신사이다. 뉴스통신사로는 연합뉴스, 뉴시스, NSP통신, 뉴스웍스 등이 있다.

## 개요
뉴스1은 머니투데이 미디어그룹이 출범시킨 민영 뉴스통신사이다.
기사를 전국의 신문과 방송, 정부 부처, 주요 기관, 기업체, 인터넷 포털사이트 등에 공급하고 있다.
세계 최대 뉴스통신사인 로이터통신과 손잡고 글로벌 경제 뉴스와 워싱턴 정가 소식을 제공하고 있고, 로이터통신의 정치전문 뉴스서비스 '폴리티코'를 독점 제공하고 있다.
로이터 경제뉴스 와이어 3개 서비스(로이터 비즈니스 리포트)를 포함, 총 12개 로이터 서비스 배포권을 확보하면서 국내 매체 중 최대이자 최초로 온·오프라인과 모바일 배포권을 보유하고 있다.
한국기자협회와 국제언론기구인 국제기자연맹(IFJ)에 가입돼 있다.
로이터, AFP 등 외국 뉴스통신사와 제휴해 국제 뉴스를 제공하는 한편, 서울, 부산·경남, 대구·경북, 인천, 광주·전남, 대전·충남, 울산, 경기, 강원, 충북·세종, 전북, 제주 등 전국 광역시·도 17개 지역에 취재본부 네트워크를 구축해 국내 뉴스도 공급하고 있다.

## 사건사고
2020년 7월, 최소한의 사실확인 없이 허위사실을 유포하고 자극적인 기사를 쓴 기자에게 자체적으로 최우수상을 주어 논란이 되었다.